# Kurt Vergult
Kurt Vergult (1971) is een voormalig Vlaams acteur die vooral bekend is uit de VTM-series "Wittekerke" en "Spoed". 
Daarnaast dook hij ook op als panellid in "Het Swingpaleis" op één en als radiomaker bij Radio Donna. Minder bekend is dat hij ook een eigen muziekgroep heeft: De Lage Landen. Ook achter de schermen was hij actief, als tv-producent van het programma "De Sleutel" dat met Koen Wauters te zien was op VTM. Dit was een programma van productiehuis "De Konijnen".
In 2007 werkte Kurt achter de schermen mee aan de Nederlandse versie van Wie is de Mol?.
In 2005 is Kurt gestopt met acteren om zich te richten op de coulissen.

## Tv-rollen
- Heterdaad (1996) Vincent Glenisson
- Hof van assisen (1998) Sergio Calliostro
- Recht op Recht (1998) Rijkswachtofficier
- F.C. De Kampioenen (2001) Meneer Vandevelde
- De Kotmadam (2001) Bjorn
- Costa! (2001) Josse Peeters
- Spoed (2002) René
- Wittekerke (1998-2003) Luc Derdeyn
- De Wet volgens Milo (2005) Thomas
- Spoed (2004-2005) Patrick Mathijssen